# Kossuth Ferenc-telep
Kossuth Ferenc-telep Budapest XVIII. kerületének egyik városrésze.

## Fekvése
- Határai: A MÁV lajosmizsei vonala a Hunyadi János utcától – Dózsa György utca – a XVIII. és a XXIII. kerület határa – Hunyadi János utca a MÁV lajosmizsei vonaláig.

## Története
A városrész névadója Kossuth Lajos idősebbik fia, Kossuth Ferenc mérnök, miniszter, akinek minisztersége idején a területet felparcellázták.